# 美国电台
广播电台在美国自1920年代初就一直成为向全国听众传播新闻和娱乐节目的重要渠道。它是第一种电子大众传播技术，广播电台的引入以及随后有声电影的出现，打破了印刷业对大众传媒的垄断。在“广播电台的黄金年代”，它对美国的文化和经济产生了重大影响。但是随着1950年代电视媒体的兴起，广播电台逐渐沦为次要地位，因为大部分的节目和受众都转向新的“视听结合”服务。
最初广播电台这个名词仅包括通过天空传播的免费无线电服务，比如：调幅广播和调频广播；但是它们现在被称为“地面广播电台”。而且随着时间的发展，时至今日，广播电台成为一个泛指一般流媒体音频服务的术语。包括卫星电台、有线电台和网络电台等服务也被包含在内。

## 现状概况
| 统计日期      | 调幅广播 | 调频广播 | 调频广播  | 调频广播   |
| 统计日期      | 调幅广播 | 商业电台 | 教育电台  | 低功率电台 |
| ------------- | -------- | -------- | --------- | ---------- |
| 1922年        | 30       | 不適用   | 不適用    | 不適用     |
| 1930年        | 618      | 不適用   | 不適用    | 不適用     |
| 1940年        | 847      | 不適用   | 3顶频电台 | 不適用     |
| 1950年        | 2,144    | 691      | 62        | 不適用     |
| 1960年        | 3,483    | 741      | 165       | 不適用     |
| 1970年        | 4,288    | 2,126    | 416       | 不適用     |
| 1980年        | 4,689    | 3,390    | 1,156     | 不適用     |
| 1990年9月30日 | 4,978    | 4,357    | 1,435     | 不適用     |
| 2000年9月30日 | 4,685    | 5,892    | 2,140     | 不適用     |
| 2010年9月30日 | 4,784    | 6,512    | 3,251     | 864        |
| 2018年9月30日 | 4,646    | 6,737    | 4,130     | 2,175      |

在美国，无线电通信受到美国联邦通讯委员会的监管。在其监督下，无线广播在美国发展出多种服务。
- 调幅广播：当无线广播电台首次于1920年代流行时，其主要形式就是调幅广播。调幅广播使用的频段主要在540－1700千赫[a]。调幅广播波段迄今仍在被使用。由于调幅广播可以同时利用地面波和天波（英语：Skywave）进行传播，因此在夜间时段，最大功率的畅通频道台站（英语：Clear-channel station）可以在夜间将信号覆盖到距离发射塔数百英里外的地区。而低功率调幅广播电台则选择共享频率或关闭服务，在日落或接近日落时，以大幅降低发射功率或大幅改变发射方向来减少干扰；而在日出时则会反向操作。在电视出现之前，调幅电台是美国最主要的无线娱乐媒体。从1970年代开始，调幅广播的听众开始大规模减少，而同时调频广播的听众开始增加。因此，联邦通讯委员会允许部分调幅广播延长其工作时间，或者通过转播台（英语：Broadcast relay station）将其节目内容搭载在调频广播频段上。

- 短波广播：美国短波广播（英语：Shortwave broadcasting in the United States）也可以追溯到1920年代。和调幅广播一样，受益于大气传播，短波广播也可以利用天波覆盖较广的范围。但是在日间时段，由于短波在较高频率容易多次反射导致信号衰减，因此必须在不同时段使用不同频率，故而不利于长时间收听。现存的短波广播服务有由联邦政府提供的官方授时广播——WWV电台台站（英语：WWV (radio station)）；以及一些私人广播机构，主要是提供中介节目（英语：Brokered programming）、宗教节目和另类政治谈话节目。在美国，由政府运营的最知名广播服务莫过于美国之音，这是一家为全球普通听众提供国际新闻及咨询服务的广播电台；此外还有一些针对特定地区的短波广播电台，例如：自由欧洲电台、自由亚洲电台等。截至2013年，这些美国政府运营的短波广播服务禁止向美国境内听众传播；同时它们既不能拥有也不能隶属任何调幅广播及调频广播[b]。

- 调频广播：调频广播于1941年首次获得播出许可，这是目前美国听众人数最多的广播服务。由政府运营的，或非营利性质的及宗教性质的调频广播主要集中在88.1–91.9兆赫这20个频率上；而商业电台则通常使用92.1–107.9兆赫这80个频率[c]。当然，非商业电台也可以在商业电台频段上播出。由于调频广播是视线传播，因此调频广播的信号覆盖范围有限；除非出现非常罕见并且目前了解不足和不可预测的偶发E层传播现象，才有可能出现调频广播的长距离传播（英语：TV and FM DX）。受益于调频广播技术，由于调频广播电台使用比调幅广播电台和短波广播电台频率更高的频段，因此可以传输高保真的立体声广播；同时基于一种捕获效果（英语：Capture effect），可以大幅度减少频率相近且功率相似的两个调频广播电台之间的互相干扰。最初用于协助将调频广播电台信号覆盖到偏远地区的转播台现在也用于高清广播电台和调幅广播电台信号的转播，又是也会成为上述两种广播电台的主要信号发射源。目前，美国大部分的低功率电台都集中在调频广播频段上。

- 有线广播：有线广播包括利用现有的有线电视系统所提供的纯音频服务。美国主要的有线广播服务商包括音乐精选（英语：Music Choice）、米尤扎克（英语：Muzak）、DMX（英语：DMX (music service)）、声音龙头（英语：DMX (music service)），以及位于加拿大的银河（英语：Stingray Music）。CRN数字谈话广播网（英语：CRN Digital Talk Radio Networks）是一家谈话类型的专门有线广播[2]。需要注意的是，联邦通讯委员会从未监管过有线广播电台。

- 气象广播（英语：Weather radio）：美国国家海洋和大气管理局运营着全美最大的气象广播电台NOAA气象广播，该气象广播通过遍布全美超过1000家台站以162兆赫的调频广播频率进行广播服务。

- 网络广播：最初的互联网仅供传输文字和图像，但是从1990年代初期开始，它已经可以适应音频传输了。现有大部分网络广播都是调幅广播电台或调频广播电台所播送节目的另一传播渠道，但也有少量网络广播电台仅提供网络服务。虽然联邦通讯委员会对整个互联网有总体上的监管权，但具体到网络广播却缺乏相应的管理机构。

- 卫星广播（英语：Satellite radio）：1997年，美国引入了直接面向消费者的卫星广播服务。但迄今为止，这样的卫星广播服务商仅有天狼星XM一家公司。卫星广播的技术需要联邦通讯委员会授权许可，但是广播内容却不受其监管。

- 数字子载波服务：2002年，联邦通讯委员会启用了带内同频（英语：In-band on-channel）技术，并以“高清电台（英语：HD Radio）”作为商标名；该技术允许调幅广播和调频广播将数字子载波添加到其转播站内。这使得调幅广播电台可以发射其标准模拟信号的数字版本；也为调频广播电台提供了一种发射其他节目内容的方法。但是，这项技术的应用受到了一定限制，特别是针对调幅广播电台。联邦通讯委员会允许一些高清模拟广播信号转播站同步传送高清数字广播信号，通常来说，这些转播站的原有模拟信号频率的收听人数要高于高清数字广播。这些数字子载波运营商是更广泛的子载波通讯管理局（英语：Subsidiary communications authority）的下属管理机构，所有电台都必须广播额外的内容。

尽管电视媒体占据了现有大众媒体的主流地位，但是广播电台的影响力还依旧广泛存在。根据统计显示，全美每天依然有80%的人口会收听广播电台。1999年，全美有99%的家庭有广播电台收音机，家庭平均拥有数为1台。到了2020年，虽然家庭拥有比下降到68%，但是每个家庭的平均拥有数却上升到1.5台。而广播电台的收入在十年间翻了一番，从1990年的84亿美元增加到2000年的170亿美元。在汽车和办公室等应用环境里，广播电台依旧占据着主导地位。在这些场景里，受众可以将注意力集中到道路或手头任务上，而将收音机播出的内容当成背景音。车载音响的普及使得驾车时段成为大部分广播电台站收听人数最多的时段，其次便是中午（也被称为“工作”时段）。自1950年代发明了晶体管收音机，到20世纪后期的大部分时间里，它都是收听移动音乐的主要方式。但是随着数字媒体播放器（例如：CD播放器、MD播放器等）和稍后智能手机（部分智能手机也内置了调频广播收听功能）的出现，移动音乐的主要播放平台发生了转移。但是到了现在，MP3播放器和网络视听已经成为年轻人的首选。
与其他许多国家不同，美国的广播电台发展历来都是主要依靠营利性电台的广告收入。尽管美国联邦政府通过独立机构美国国际媒体署在美国海外运营相关传媒业务，但是联邦政府与任何州政府都未曾运营面向国内的广播电台站或联播网。相反，美国联邦政府还要通过公共广播公司向美国国内的非营利电台提供补贴。美国的非营利广播电台有三种类型：宗教电台、社区电台和由政府补贴的公共电台。所有这些非营利电台都在某种程度上依赖于听众的捐赠。公共广播电台主要由私人基金会、大学或公共机构基于教育目的而运营，而它们的财政收入主要来自捐赠、基金会、订阅费用以及公司的承销款。美国公共广播电台的节目主要来源是全国公共广播电台。

## 外语广播
在美国，大部分的广播电台节目所使用的语言是英语，其次就是西班牙语。因此美国国内的全国级电台联播网所使用的语言就只有英语和西班牙语两种。但是在美国的大城市圈内，一些“世界民族”电台会采用更多元的语言进行广播，例如：俄语、汉语、朝鲜语和印度的一些语言。虽然法语和德语的使用者相对较多，但是属于这两种语言的广播电台却相对较少。就德语使用者来说，由于其大部分是阿米什人或相似的族群，因此因为他们的生活习惯会拒绝使用广播电台。法语使用者则可以通过加拿大的广播业者那收听法语节目，这些节目可以在美加边境地区被直接接收收听；除此之外，位于美国东南部的法语使用者也可以通过服务海地侨民或克里奥尔人的电台来收听法语节目。
西班牙语广播电台是美国最大的非英语广播媒体。在其他非英语广播服务稳步下降的同时，西班牙语广播在1920年代到1970年代都取得了稳步上涨；而在1930年代更是其繁荣时代。西班牙语广播电台的早期成功取决于美国德克萨斯州及西南地区受众集中的原因。由于此处的美国广播台站靠近墨西哥，这使得娱乐人员、管理人员和技术人员能够稳定在美国和墨西哥之间流动；并激发了西班牙裔广播公司的管理人员、中介人员和广告人员开创了许多创造性举措。在1960年代到1970年代期间，媒体的所有权集中得越来越明显。从1940年末到1968年，美国的西班牙语广播业者赞助了现已停刊的商贸出版物《赞助商》。西班牙语电台已经影响了美国和拉丁美洲人在诸如公民身份和移民等主要时事问题上的论述。

## 电台呼号
联邦通讯委员会为美国的调幅广播电台和调频广播电台都分配了唯一的标识呼号。按照国际协议，每个国家或地区都有自己的特定首字母呼号；而美国广播电台现在主要使用的“K”和“W”呼号首字母则可以追溯到1912年的相关协议。呼号的首字母“K”和“W”是随机分配的，美国政府并没有给出使用它们的缘由。美国实际上还获得了全部首字母为“N”和部分首字母为“A”的呼号使用权，但是美国政府没有将这些呼号首字母分配下去。
在美国，按照传统习惯，密西西比河以西的广播台站都会获得“K”开头的呼号，而以东的台站则是以“W”为开头。几乎所有早期的调幅广播台站都是三个字母的呼号；但是从1922年开始，此后的广播台站被分配的呼号几乎都是四个字母。最后一个三字母的调幅广播台站呼号于1930年被分配。调频广播电台和它的姊妹电视台则还是可以共享一个“基本的”三字母呼号。
尽管某些广播电台，特别是调幅广播电台，都还将呼号作为自己对公众的主要标识。但现在的趋势是越来越多的广播电台都希望用大众更易于记住的口号或商标名来标识自己。

## 发展历史

### 诞生之前
通过电子数据的方式分发娱乐和新闻内容的创意诞生于无线电广播技术之前，但是这些早期方法没有一个是被证实是可行的。1902年，预测他所发明的无线电地面传导技术“能够从中央发射站到非常广泛的区域内实现消息同步传输”，而这项技术“将用于各种新闻的日常传输”。但是这项技术永远无法使数据传送到足够远的距离。
除此之外，还有一种被称之为“电话报纸”的技术。这项技术诞生于匈牙利的布达佩斯，从1893年开始，电话先驱公司开始通过电话线向本地居民传送各种新闻、教学及娱乐内容。1909年，美国电话先驱公司获得了这项技术的授权，并将这项技术授权给美国境内的十几个地区分支机构。但是由于财务和技术方面的问题，除了新泽西州纽瓦克和俄勒冈州波特兰的两个系统投入了商业运营之外，其余系统均早夭。除此之外，美国境内其他的短命的电话娱乐系统还有1907年在密歇根州底特律运营的要闻通知、1909年在特拉华州威尔灵顿开始运营的电话音乐和1913年到1914年在伊利诺伊州芝加哥运营的穆索拉风。

### 拓荒时代
无线电通讯——最初被称为“无线电报”——最早于1880年代被开发出来，而最初使用的火花间隙式发射器使得只能发送摩尔斯电码。尽管有这样的限制，但是从1905年开始，美国就有少数海军电台开始发射授时信号。1913年，弗吉尼亚州阿灵顿县的高功率NAA电台开始广播授时和每日天气预报，其信号可以覆盖美国东部大部分地区。
获得公认的观点是，开发具有发射音频功能的发射机将是一项重大进步。但是经过多年的研究，才可以了实现高质量的音频传输。1904年，瓦尔德玛尔·普尔森所发明的弧变流器式发射机在早期的音频传输实验中占据着非常重要的地位，尽管它仍然受到一些限制。最初，发明者们将目标集中在开发针对点对点通信的单个无线电通讯设备，而无线电容易被他人窃听的特性成为限制其安全通讯的最大门槛。因此，在经过了很长一段时间之后，大家才发现无线电通讯具有“发送信号广播”的潜力。
1906年下半年，范信达在马萨诸塞州的布兰特岩向大众展示了他的交流电发射机。多年后，他又宣称自己在12月24日及31日进行了广播。但是，在此之后，他专注于点对点传输实验，并没有为建立有组织的广播做出进一步的努力。
在美国，最早的无线电广播的支持者是李·德富雷斯特。从1907年开始，他使用普尔森发明的弧变流器式发射机进行了一系列的示范。从一开始，德富雷斯特就发现了进行定期娱乐广播的潜力。他提出了“从中央电台分发音乐”的设想，并构思“适用四种不同形式的无线电波，为不同的用户的需要提供多种音乐服务。” 然而，由于各种财务问题以及无法完善电弧发射器以实现稳定质量的音频传输，德富雷斯特于1910年将广播演示暂停了六年。
李·德富雷斯特受到了全美的关注，但是当时鲜为人知的是加利福尼亚州圣何塞的查理斯·赫罗德，他在后世被认为是在美国第一个进行定期娱乐广播的人。1909年，赫罗德开始进行信号传输实验。在他将设备切换为改进版的弧变流器式发射机后，赫罗德于1912年7月宣布，他位于赫罗德无线与工程学院（Herrold College of Wireless and Engineering）的电台站将开始每周广播音乐会。这些广播内容在第一次世界大战期间被迫中断，但是在一战结束之后，赫罗德便恢复了广播。现存的KCBS电台的历史就可以追溯到赫罗德的电台。
在1910年代中期，随着真空管式发射器的发明，音频传输的质量和可靠性得到了极大的改善。通过这次进步，李·德富雷斯特在纽约建立了2XG实验电台。在1916年10月成功举行的示范发广播里，德福雷斯特预言道“在不久的将来，每个大城市的音乐中心都会通过无线电话将当晚的音乐会传播到成千上万的家庭”。而从次月开始，德富雷斯特的2XG电台就开始每日广播新闻和娱乐节目。而在当年11月7日总统选举之夜里，它还广播了选举结果。但是，由于第一次世界大战的限制，2XG电台也在次年4月暂停运营。在2XG电台的活动期间，它启发了时任美国马可尼无线电报公司的合同经理大卫·沙诺夫。他撰写了他的第一份《广播音乐盒（Radio Music Box）备忘录》并提交给他的上级，建议公司筹建广播电台并出售接受设备。遗憾的是，他的建议并没有被采纳。因此，沙诺夫随后辞职并建立了美国无线电公司。
关于这个时期美国其他广播电台的信息是比较有限的，但是在这个时期，还是有许多发明家偶尔进行了实验性的广播。例如，美国无线电与研究公司（American Radio and Research Company）在马萨诸塞州的梅德福山坡所建立的1XE电台。早在1916年3月，该电台就偶尔被用来进行语音和音乐广播，尽管在当时它被描述为仅是公司的主要工作里的“偶然事件”。此外，乔治·坎农（George C. Cannon）也报告道，从1916年12月到1917年2月，他在他位于纽约州新罗谢尔的家里通过其特殊业余电台进行新闻及娱乐广播，并保持了一份“从晚上9:30到晚上10:30的定期节目表”。

#### 政府监管
由于无线电信号很容易就会跨越州际或国家边界，因此根据《美国宪法》内的“贸易条款”，联邦政府无疑是无线电传输的候选监管者。但是在无线电通信于1890年代后期开始发展的几年时间里，其在美国的发展是完全不受监管的。根据《1910年船舶无线电法》的规定，大多数离开美国港口的客船必须在合格操作员的监督下携带无线电设备；但是，个人电台仍未获得许可。
美国针对无限制台站的政策与世界上其他国家并不相同。根据1906年在德国柏林制订的《国际无线电报公约》要求各国尽管颁发本国的无线电台许可牌照。尽管美国代表已经签署了该协议，但美国参议院直到1912年4月3日才批准该条约。为了将《1906年国际无线电报公约》编入法典，美国政府开始推动相关立法。在制订《1912年无线电法》的时候，该法还纳入了1912年7月5日所签署的《伦敦公约》相关条款。《1912年无线电法》于1912年8月13日由美国国会通过，并于1912年12月13日由时任美国总统威廉·霍华德·塔夫脱签署生效。但是，该法律仅料想到了点对点无线电通讯，却没有涉及到使用无线电向公众广播新闻及娱乐内容。

### 突遭变数
1917年4月，随着美国联邦政府立即接管了对无线广播业的全部控制权，最初的广播实验全部中断。由于当时美国参加了第一次世界大战，平民拥有可操作的无线电广播接收器已构成违法。但是一些政府设立的无线台站，例如位于弗吉尼亚州阿灵顿县的NAA电台则继续在战争期间为军事行动提供支持。在当时，NAA电台除了常规的授时服务和天气预报之外，也开始利用摩尔斯电码向陆地部队及航行于大西洋上的舰船提供广播新闻摘要的服务。
一战期间，美国军方针对真空管式发射器和接收器间进行音频传输进行了广泛研究。研究的主要方向还是针对点对点通讯，特别是地空通信。但是，也有零星的报告指出军方为了给军队提供娱乐服务而进行了专门的音乐广播。

### 公共电台
- 公共广播
- 全国公共广播电台
- 美国公共传媒
- 国际公众电台
- 公共广播交流机构

### 电台节目
- 广播剧
- 大奥普里（英语：Grand Ole Opry）

### 脚注
1. ↑  530千赫频段是为低功率交通广播所预留；而1610千赫以上的频段又被称为“调幅电台扩展频段”，直到1980年代才出现。
2. ↑  除了上述短波广告服务之外，美国政府还拥有美国军中广播。这是为驻扎在海外的美国武装部队成员提供的一项服务，主要是转播商业节目。美国军中广播远离美国，只针对日本、韩国及欧洲部分地区广播。
3. ↑  有时也有一些商业调频广播使用87.9兆赫这个频率，尽管仅在非常有限的情况下被非常低频率电台所使用。同样，一些低功率6频道模拟信号电视台其音频所使用的频率刚好低于87.75兆赫这个标准调频广播频段。但是这个频段已经被创建调频广播电台，而且也进行了商业节目编排。这些情况计划在2021年开始逐步淘汰。

### 出典
1. ↑  数据来源：
  1. 1922年–1970年：美国普查局. . 美国商务部. 1975  [2020-04-23].
  2. 1980年：联邦通讯委员会. . 联邦通讯委员会. 1983: 93–94  [2020-04-23]. （原始内容存档于2021-08-18）.
  3. 199年–2010年：. 联邦通讯委员会.   [2020-04-23]. （原始内容存档于2021-03-19）.
  4. 2018年： (PDF). 联邦通讯委员会.   [2020-04-23]. （原始内容 (PDF)存档于2021-03-21）.
2. ↑  Michael C Keith.  第八版（修订版）. Taylor & Francis. 2012  [2020-04-24]. ISBN 9781136027932. （原始内容存档于2019-09-16）.
3. ↑  Lance Venta. . Radio Insight.   [2020-04-24]. （原始内容存档于2021-02-25）.
4. ↑  Alan B. Albarran; Tonya Anderson; Ligia Garcia Bejar; Anna L. Bussart; Elizabeth Daggett; Sarah Gibson; Matt Gorman; Danny Greer; Miao Guo; Jennifer L. Horst; Tania Khalaf; John Phillip Lay; Michael McCracken; Bill Mott; Heather Way. . Journal of Radio Studies. 2007, 14 (2): 92–101  [2020-04-24]. doi:10.1080/10955040701583171. （原始内容存档于2022-01-20）.
5. ↑  George H. Gibson. . Praeger. 1977  [2020-04-24]. （原始内容存档于2022-04-07）.
6. ↑  Castañeda, Mari. "The importance of Spanish-language and Latino media." Latina/o communication studies today (2008): 51-68.
7. ↑   Jorge Reina Schement, “The Origins of Spanish-Language Radio: The Case of San Antonio, Texas", Journalism History 4:2 (1977): 56–61.
8. ↑  Andrew Paxman, "The Rise of US Spanish-Language Radio from Dead Airtime to Consolidated Ownership (1920s–1970s)". Journalism History 44.3 (2018).
9. ↑   Félix F. Gutiérrez and Jorge Reina Schement, Spanish-Language Radio in the Southwestern United States (Austin: UT Center for Mexican American Studies, 1979).
10. ↑  Todd Chambers, "The state of Spanish-language radio." Journal of Radio Studies 13.1 (2006): 34-50.
11. ↑  Dolores Inés Casillas, Sounds of belonging: US Spanish-language radio and public advocacy (NYU Press, 2014).
12. ↑  美国商务部; 美国海军航海局. . 美国政府出版局. 1914  [2020-04-24]. （原始内容存档于2021-08-16）.
13. ↑  . Macroni Publishing Corporation. 1922: 25  [2020-04-24]. （原始内容存档于2021-12-06）. Prior to January 1923 the "K-W" dividing line ran along state borders north from the Texas-New Mexico border.
14. ↑  Thomas H. White. . United States Early Radio History.   [2020-04-24]. （原始内容存档于2021-04-21）.
15. ↑  Trumbull White (编). . T. White. 1902: 298  [2020-04-25]. （原始内容存档于2021-08-15）.
16. ↑  Arthur F. Colton. . Technical World magazine. 1912-02: 666  [2020-04-25].
17. ↑  Oregon Telephone Herald. . Multnomah County Library. Lambardi Grand Opera Company.   [2020-04-25]. （原始内容存档于2021-01-18）.
18. ↑  Staff Correspondent of the Sunday Post-Dispatch. . Sunday Magazine (Saint Louis Post-Dispatch). 1902-01-12  [2020-04-25]. （原始内容存档于2020-11-09）.
19. ↑  Thomas S. Denison.  第1版. Doubleday, Page & Company. 1901-04: 640–643  [2020-04-25].
20. ↑   (PDF). New York Herald. 1909-10-07  [2020-04-25]. （原始内容 (PDF)存档于2022-04-22）.
21. ↑  "Distributing Music Over Telephone Lines" （页面存档备份，存于）, Telephony, 1909-12-18, pp 699-701.
22. ↑  "The Loud Voice" （页面存档备份，存于）, Popular Electricity and the World's Advance, 1914-01, pp 1037-1039.
23. ↑  John Grant. . American Telephone Journal. 1907-01-26  [2020-04-26]. （原始内容存档于2021-02-27）.
24. ↑  Lee de Forest. . Radio Broadcast. 1922-08  [2020-04-26].
25. ↑  Charles D. Herrold. . Radio Amateur News. 1919-07  [2020-04-26].
26. 1 2  . The Electrical Experimenter. 1917-01  [2020-04-26].
27. ↑  "The First Wireless Time Signal" （页面存档备份，存于） (correspondence from Captain J. L. Jayne), Electrician and Mechanic, 1913-01, p 52 (reprinted from The American Jeweler)
28. ↑  "Regulating 10,000 Clocks", by Alfred H. Orme, Technical World Magazine, 1913-10, pp 232-233.
29. ↑  "Experiments and Results in Wireless Telephony" by John Grant, The American Telephone Journal. Part I （页面存档备份，存于）: 1907-01-26, pp 49-51; Part II （页面存档备份，存于）: 1907-02-02, pp 68-70, 79-80.
30. ↑  Fessenden: Builder of Tomorrows （页面存档备份，存于） by Helen Fessenden, 1940, pp 153-154.
31. ↑  "Wireless 'Phone Transmits Music" （页面存档备份，存于）, New York Herald, 1907-03-07, p 8 (fultonhistory.com)
32. ↑  "Wireless Telephony by the De Forest System" by Herbert T. Wade, The American Monthly Review of Reviews, 1907-06, pp 681-685.
33. ↑  Father of Radio (autobiography) by Lee de Forest, 1950, p 243.
34. ↑  "Will Give Concert by Wireless Telephone" （页面存档备份，存于）, San Jose Mercury Herald, 1912-07-21, p 27.
35. ↑  "Musical Concert by Wireless Telephone" （页面存档备份，存于）, San Diego Union, 1912-07-21, p 19.
36. ↑  "Passengers on Ships at Sea to Hear Music by Wireless" （页面存档备份，存于）, Musical America, 1916-11-04, p 28.
37. ↑  History of Radio to 1926 by Gleason L. Archer, 1938, p 112-113. The exact date and contents of Sarnoff's first "Radio Music Box" memo has been the subject of controversy. The most commonly accepted date is November 8, 1916, although some later RCA publicity claimed that it was actually written on September 30, 1915.
38. ↑  "Wireless Facts and Purposes", Tufts College Graduate, Volume 13 number 3 (1916年春), pp 204-210.
39. ↑  "Who Was the First to Broadcast?" (letter from George C. Cannon), Radio Broadcast, 1924-11, pp 81-82.
40. ↑  "The Achievement of Federal Radio Regulation" （页面存档备份，存于）, History of Communications-electronics in the United States by Linwood S. Howeth, pp 162-164.
41. ↑  "WAR!" （页面存档备份，存于）, QST, 1917-05, p 3.
42. ↑  "Camp Jackson Has Its Own Daily Newspaper", The (Columbia, South Carolina) State, 1918-03-25, p 3. This article's sub-headline reads: "Gets Messages From Arlington and in a Few Minutes Copies Are Posted on One Hundred and Thirty-five Bulletin Boards at the Camp".
43. ↑  "Jackies Get News Daily by Wireless" （页面存档备份，存于）, Popular Mechanics, 1918-09, p 336.
44. ↑  "How Sailors Danced to Music Sent By Wireless", Musical America, 1919-03-15, p 35.
45. ↑  "Wireless Music Entertains Men on Ships at Sea" Popular Mechanics, 1919-08, p 251.
46. ↑  "The Portaphone—A Wireless Set for Dance Music or the Day's News" （页面存档备份，存于） by Herbert T. Wade, Scientific American, 1920-05-22, p 571.
47. ↑  "Amateur Radio Stations: 8XK Pittsburgh" （页面存档备份，存于）, QST magazine, September 1920, page 32.
48. ↑  "The Rudolph Wurlitzer Company" (advertisement), Cincinnati Enquirer, October 31, 1920, page 9.
49. ↑  "The California Theatre Radiophone" by Lieut. Ellery W. Stone, Pacific Radio News, June 1921, page 368.
50. ↑  "American Radio and Research Corporation" (advertisement), Proceedings of the Institute of Radio Engineers, volume 10 (1922), advertising section, page VII.
51. ↑  Radio for Everybody by Austin C. Lescarboura, 1922, page 62.

### 文献
- Kahn, Frank J. ed. Documents of American Broadcasting (Prentice-Hall, 4th ed.,1984), Focuses on regulatory issues
- Aitkin Hugh G. J. The Continuous Wave: Technology and the American Radio, 1900-1932 (Princeton University Press, 1985).
- Barnouw Erik. The Golden Web (1968); The Sponsor (1978); A Tower in Babel (1966). (all Oxford University Press); Comprehensive history of American broadcasting
- Covert Cathy, and Stevens John L. Mass Media Between the Wars (Syracuse University Press, 1984)
- Cox, Jim. Radio Journalism in America: Telling the News in the Golden Age and Beyond (McFarland, 2013)
- Cox, Jim. American Radio Networks: A History (McFarland, 2009)
- Cox, Jim. Radio After the Golden Age: The Evolution of American Broadcasting Since 1960 (McFarland, 2013)
- Craig, Douglas B.  Fireside Politics: Radio and Political Culture in the United States, 1920-1940 (2005)
- Dimmick, John, and Daniel G. McDonald. "Network radio oligopoly, 1926-1956: Rivalrous imitation and program diversity." Journal of Media Economics (2001) 14#4 pp: 197-212.
- Douglas, Susan. Inventing American Broadcasting, 1899-1922 (Johns Hopkins University Press, 1989)
- Dunning, John. On The Air: The Encyclopedia of Old-Time Radio (Oxford University Press, 1998)
- Gibson George H. Public Broadcasting; The Role of the Federal Government, 1919-1976 (Praeger, 1977)
- Hilmes, Michele. Only Connect: A cultural history of broadcasting the United States (Wadsworth, 2007, 2nd ed.)
- Jackaway; Gwenyth L. Media at War: Radio's Challenge to the Newspapers, 1924-1939 (Praeger, 1995)
- Lackmann, Ron.  Encyclopedia of American Radio (2nd ed. 2000), Over 1000 short articles; not much changed from first edition which was entitled Same Time...Same Station (1995).
- Lazarsfeld Paul F. The People Look at Radio (University of North Carolina Press, 1946)
- Leblebici, Huseyin, et al. "Institutional change and the transformation of interorganizational fields: An organizational history of the US radio broadcasting industry." Administrative science quarterly (1991): 333-363, Highly influential article. in JSTOR （页面存档备份，存于）
- McCauley, Michael P. NPR: The trials and triumphs of National Public Radio (Columbia University Press, 2005)
- McChesney; Robert W. Telecommunications, Mass Media, and Democracy: The Battle for the Control of U.S. Broadcasting, 1928-1935 (Oxford University Press, 1994)
- Maclaurin W. Rupert. Invention and Innovation in the Radio Industry (Macmillan, 1949; reprinted by Arno Press, 1971)
- McCourt; Tom. Conflicting Communication Interests in America: The Case of National Public Radio (Praeger, 1999) online （页面存档备份，存于）
- Ray William B. FCC: The Ups and Downs of Radio-TV Regulation (Iowa State University Press, 1990)
- Rosen Philip T. The Modern Stentors; Radio Broadcasting and the Federal Government 1920-1934 (Greenwood, 1980)
- Slater Robert. This . . . is CBS: A Chronicle of 60 Years (Prentice-Hall, 1988)
- Smith, F. Leslie, John W. Wright II, David H. Ostroff; Perspectives on Radio and Television: Telecommunication in the United States (Lawrence Erlbaum, 1998)
- Sies, Luther F. Encyclopedia of American Radio: 1920-1960 (McFarland, 2d ed. 2 vols., 2014)
- Sterling, Christopher H., and Kittross John M. Stay Tuned: A History of American Broadcasting (LEA/Routledge, 2002, 3rd ed.).
- Sterling, Christopher H., and Michael C. Keith. Sounds of change: A history of FM broadcasting in America (Univ of North Carolina Press, 2008)
- Terrace, Vincent. Radio's golden years: The encyclopedia of radio programs, 1930-1960 (1981)
- White Llewellyn. The American Radio (University of Chicago Press, 1947)